# Bahnstrecke Tremblois-lès-Rocroi–Petite-Chapelle
| Ehemaliger Streckenverlauf (lila) Fahrplan der Chemins de fer départementaux des Ardennes, Mai 1914 |                                   |                                                                  |                                                                  |
| Streckenlänge: | 17 km                             |                                                                  |                                                                  |
| Spurweite: | Bis 1903: 800 mm Ab 1903: 1000 mm |                                                                  |                                                                  |
| |                                   |                                                                  |                                                                  |
| \| \| \| \| \| \| \| \| Bahnstrecke Charleville-Mézières–Hirson von Charleville-Mézières \| \| \| \| \| \| \| \| \| 0 \| Tremblois-lès-Rocroi \| Tremblois-lès-Rocroi \| \| \| \| \| \| \| \| \| Bahnstrecke Charleville-Mézières–Hirson nach Hirson \| \| \| \| \| \| \| \| \| 8 \| Bourg-Fidèle \| Bourg-Fidèle \| \| \| 10 \| Sainte Philomène[1] \| Sainte Philomène[1] \| \| \| 12 \| Rocroi \| Rocroi \| \| \| 13 \| Hiraumont \| Hiraumont \| \| \| \| Grenze Frankreich/Belgien \| \| \| \| 17 \| Petite-Chapelle \| Petite-Chapelle \| \| \| \| nach Couvin bei Mariembourg \| \| \| \| \| nach Chimay \| \| |                                   |                                                                  |                                                                  |
| |                                   |                                                                  |                                                                  |
| Strecke (außer Betrieb) |                                   | Bahnstrecke Charleville-Mézières–Hirson von Charleville-Mézières | Bahnstrecke Charleville-Mézières–Hirson von Charleville-Mézières |
| |                                   |                                                                  |                                                                  |
| Kopfbahnhof Streckenanfang (Strecke außer Betrieb) · Bahnhof (Strecke außer Betrieb) | 0                                 | Tremblois-lès-Rocroi                                             | Tremblois-lès-Rocroi                                             |
| |                                   |                                                                  |                                                                  |
| Strecke (außer Betrieb) · Strecke nach links (außer Betrieb) |                                   | Bahnstrecke Charleville-Mézières–Hirson nach Hirson              | Bahnstrecke Charleville-Mézières–Hirson nach Hirson              |
| |                                   |                                                                  |                                                                  |
| Bahnhof (Strecke außer Betrieb) | 8                                 | Bourg-Fidèle                                                     | Bourg-Fidèle                                                     |
| Haltepunkt / Haltestelle (Strecke außer Betrieb) | 10                                | Sainte Philomène                                                 | Sainte Philomène                                                 |
| Bahnhof (Strecke außer Betrieb) | 12                                | Rocroi                                                           | Rocroi                                                           |
| Bahnhof (Strecke außer Betrieb) | 13                                | Hiraumont                                                        | Hiraumont                                                        |
| Grenze (Strecke außer Betrieb) |                                   | Grenze Frankreich/Belgien                                        | Grenze Frankreich/Belgien                                        |
| Bahnhof (Strecke außer Betrieb) | 17                                | Petite-Chapelle                                                  | Petite-Chapelle                                                  |
| Abzweig geradeaus, nach rechts und von rechts (Strecke außer Betrieb) |                                   | nach Couvin bei Mariembourg                                      | nach Couvin bei Mariembourg                                      |
| Strecke (außer Betrieb) |                                   | nach Chimay                                                      | nach Chimay                                                      |

Die Bahnstrecke Tremblois-lès-Rocroi–Petite-Chapelle war eine 17 Kilometer lange Schmalspur- und später Meterspurbahn im Norden Frankreichs, deren erster Abschnitt 1895 in Betrieb genommen wurde. Sie wurde bis 1950 betrieben.

## Geschichte
Der erste, 12 km lange Streckenabschnitt von Tremblois-lès-Rocroi nach Rocroi Strecke wurde von den Chemins de fer départementaux des Ardennes 1897 als Schmalspurbahn mit der ungewöhnlichen Spurweite von 800 mm gebaut. Im Jahr 1903 wurde die Strecke nach einer Gesetzesänderung auf Meterspur umgespurt. Sie wurde 1905 grenzüberschreitend bis Petite-Chapelle in Belgien verlängert und bis 1950 betrieben.

## Brücken und Bahnhöfe

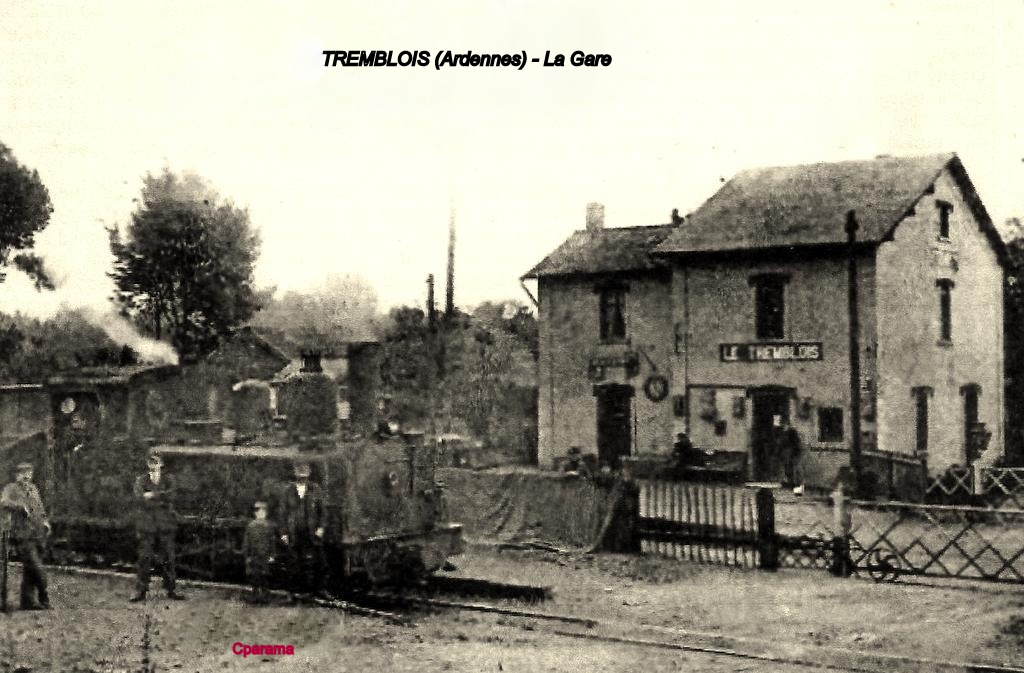
Bahnhof Tremblois-lès-Rocroi
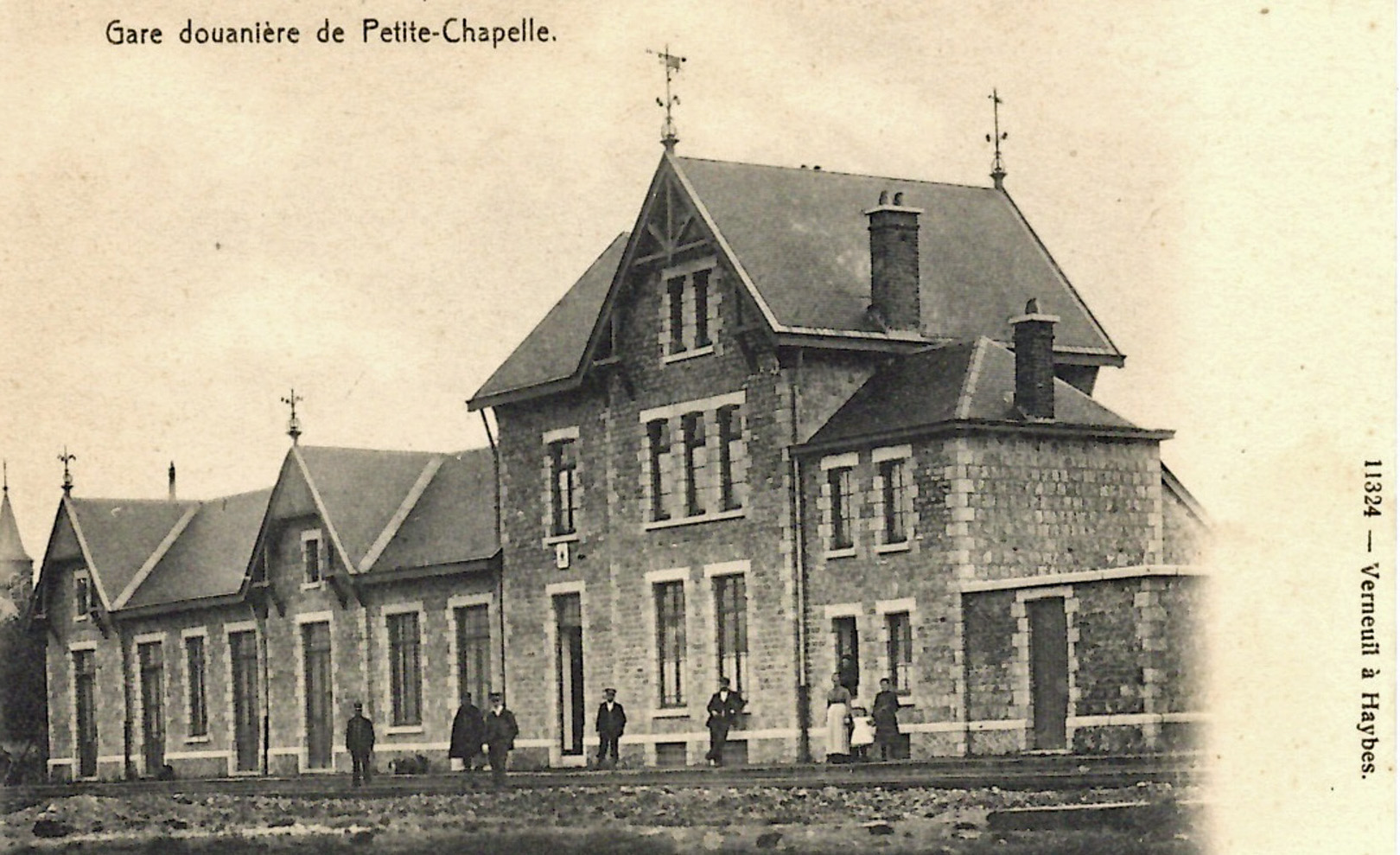
Vizinalbahnhof Petit Chapelle